# Eduardo Meissner
Eduardo Meissner Grebe (Concepción, 9 de julio de 1932-ibíd., 18 de noviembre de 2019) fue un dentista y artista chileno, que realizó gran parte de su labor artística y docente en su ciudad natal.

## Vida y obra
Hijo del dentista y decano de la, en ese entonces, Escuela Dental de la Universidad de Concepción, Dr. Erico Meissner Vyhmeister, y de la concertista en piano, Sra. Laura Grebe Gunkel. A los 17 años pintaba imitando a Van Gogh. Recibe formación de parte de los artistas locales Tole Peralta y Julio Escámez en la Sociedad de Arte de Concepción. A su vez, también participa como flautista en el grupo de músicos que diera vida en 1952 a la Orquesta de la Universidad de Concepción, actual Orquesta Sinfónica. Permaneció en la agrupación musical hasta 1956, año en que se traslada a Alemania para concretar sus estudios ortodoncia y un posterior doctorado en la Universidad de Bonn. Cabe mencionar su destreza en la ejecución pianística, y su poco conocida faceta de fino acordeonista.
En abril de 1959, viaja a Viena para estudiar grabado y pintura en la Escuela de Bellas Artes de esa ciudad. En la capital austríaca, complementó sus conocimientos de xilografía con estudios de litografía y grabado en metal, aproximándose, a la vez, a la técnica cromoxilografía propia del grabado japonés. Más tarde, realizó estudios de semiología y se acercó a la teoría del expresionismo alemán, en la Escuela Internacional de Verano en Salzburgo donde fue alumno de Oskar Kokoschka.
A su regreso a Concepción, Meissner protagonizó otros dos importantes eventos: la fundación de la Escuela de Arquitectura de la Universidad del Biobío en 1969 y de la Escuela de Arte de la Universidad de Concepción en 1972, donde se hizo cargo de la asignatura de gráfica. Fue Profesor Emérito de la Universidad de Concepción, su alma mater, y de la Universidad del Biobío.
Realizó una exposición individual en la Pinacoteca de la Universidad de Concepción (1996) y en el Museo Nacional de Bellas Artes (2001).

## Premios
Entre sus premios se destacan la medalla de oro en las menciones de gráfica (1965) y pintura (1967) en el Salón de Primavera en Temuco, y el primer premio Salón Sur Nacional de Arte. Pintura y Grabado, organizado por Diario El Sur de Concepción (1976). Además obtuvo el Premio Municipal de Arte en 1965. En 2000 recibió el Premio de Honor de Arquitectura, otorgado por el Colegio de Arquitectos de Chile, por su aporte a la investigación, docencia, teoría y publicaciones en arquitectura. En 2002 recibió la primera versión del Premio Regional de Artes Marta Colvin, y en 2010 recibió el Premio Bicentenario de Arte y Cultura, galardón entregado con motivo de las celebraciones del segundo Centenario de la Independencia de Chile, y que ha tenido solo dos galardonados, en 2009 el poeta Gonzalo Rojas, al inicio de las celebraciones del Bicentenario, y Meissner en 2010, al término de las mismas.

## Libros
- 2001 - Juegos de máscaras
- 2011 - De mi vida y obra